# The Feud Girl
The Feud Girl er en amerikansk stumfilm fra 1916 af Frederick Thomson.

## Medvirkende
- Hazel Dawn som Nell Haddon.
- Irving Cummings som Dave Bassett / Dave Rand.
- Arthur Morrison som Luke Haddon.
- Hardee Kirkland som Judd Haddon.
- Russell Simpson som Zeb Bassett.